# Shira Haas
Shira Haas (Hebreiska: שירה האס), född 11 maj 1995 i Tel Aviv, är en israelisk skådespelare.  
Haas fick internationell uppmärksamhet för rollen som Esther "Esty" Shapiro i miniserien Unorthodox, som hade premiär på  Netflix under våren 2020, samt för rollen som Ruchami i den israeliska TV-serien Shtisel. För rollen i Unorthodox blev Haas Emmynominerad. 
Hon har även haft roller i långfilmer som    Maria Magdalena (2018) och The Zookeeper's Wife (2017).